# Кемал Сейфула
Кемал Касим Сейфула с псевдоним Орак (на македонска литературна норма: Кемал Сејфула) е комунистически политик на Социалистическа Македония (вицепремиер, министър, депутат) и на Социалистическа Югославия (депутат, посланик), партизанин от турски произход.

## Биография
Роден е в 1921 година в Скопие. Става член на СКМЮ от 1939, а на ЮКП – от 1941 година. Същата година се включва в първия скопски партизански отряд.
През 1942 година е интерниран в България. Същата година влиза във втория скопски партизански отрадя. От 1943 е член на Покрайненския комитет на СКМЮ. През 1944 година е младежки ръководител на втора македонска ударна бригада, а преди това е член на политическия отдел на първа македонско-косовска ударна бригада. Делегат е на Първото заседание на АСНОМ.
След Втората световна война завършва Висшата политическа школа „Джуро Джакович“ в Белград. Заема разни длъжности, между които министър на Социалистическа република Македония, член на ЦК на МКП, член на Върховния съд на Македония (до края на юни 1945 г.), председател на градския народен комитет (кмет) на Скопие (1951 – 1954). Министър на СР Македония от 1951 до 1953 г., министър на местните работи и местната индустрия, държавен и републикански секретар за финанси.
През 1953 година, когато Милован Джилас излиза със своите идеи за демократизация на югославския комунизъм, Кемал Сейфула най-силно застава зад неговите идеи. Отново е в Изпълнителния съвет (правителството) на СР Македония – вече като негов подпредседател, от 1963 до 1967 г.
Депутат е в югославската и в македонската скупщина. Посланик е на СФРЮ в Зимбабве (1969 – 1970), после в Ботсвана (1970 – 1973). Бил е член на Централния комитет на Обединение съюз на антифашистката младеж на Югославия, на ЦК на Съюза на комунистите на Македония и на ЦК на Съюза на комунистите на Югославия (1964 – 1969), на републиканския и на съюзния съвет на масовата обществена организация Социалистическ съюз на трудовия народ на Югославия
Кемал Сейфула умира през 1978 година. Носител е на Партизански възпоменателен медал 1941 година.
Автор е на книгите „Сојузот на комунистите на Југославија и националните малцинства“ (1959), „Националните малцинства во СР Македонија“ (1965) и Ullusalik sorunu (1972, на турски).